# Елань (приток Пензы)
Елань — река в России, протекает в Пензенском районе Пензенской области. Правый приток реки Пенза.
Длина реки 34 км, площадь водосбора 379 км². Исток в 3,5 км к северу от деревни Всеволодовка. От истока течёт на юго-восток, у села Большая Елань поворачивает на северо-восток, чуть ниже села принимает основной приток Лисовку (пр). Впадает в реку Пенза в 33 км от устья по правому берегу, напротив села Саловка.
Реку пересекают автодороги «Пенза — Балашов» и Р-158 «Нижний Новгород — Саратов».
В бассейне реки находятся также село Надеждино, Второе Отделение, десяток малых населённых пунктов и дачный посёлок Приеланский.

## Данные водного реестра
По данным государственного водного реестра России относится к Верхневолжскому бассейновому округу, водохозяйственный участок реки — Сура от Сурского гидроузла и до устья реки Алатырь, речной подбассейн реки — Сура. Речной бассейн реки — (Верхняя) Волга до Куйбышевского водохранилища (без бассейна Оки).
Код водного объекта в государственном водном реестре — 08010500312110000035954.